# Adri Schipper (politicus)
Adrianus (Adri) Schipper (Oud-Beijerland, 8 augustus 1914 – Middelburg, 12 oktober 2008) was een Nederlands politicus van de PvdA.
Hij begon zijn ambtelijke loopbaan als volontair bij de gemeentesecretarie van Goudswaard. In 1933 werd hij volontair bij de gemeente Oud-Beijerland waar hij later ambtenaar ter secretarie zou worden. Na in enkele andere functies werkzaam te zijn geweest werd hij in januari 1948 de gemeentesecretaris van Ouwerkerk. Hij was daarmee de opvolger van Rein den Boer die burgemeester van Sas van Gent was geworden. Vanaf eind 1949 was Schipper ruim vier jaar de burgemeester van Kattendijke. Aansluitend was hij de burgemeester van Kruiningen en daarnaast was hij lid Provinciale Staten van Zeeland (1962-1966), waarnemend burgemeester van Kattendijke (1966-1968) en Tweede Kamerlid (1968-1970). Bij een gemeentelijke herindeling in Zeeuws-Vlaanderen in 1970 ging Kruiningen op in de fusiegemeente Reimerswaal en fuseerde Oostburg met enkele andere gemeenten tot de nieuwe gemeente Oostburg waarvan Schipper de burgemeester werd. In 1979 ging hij met pensioen en in 2008 overleed hij op 94-jarige leeftijd.
- Biografisch Portaal: 75415957
- Parlement.com: vg09lldu1wzt